# Chilkootský průsmyk
Chilkootský průsmyk (anglicky Chilkoot Pass) je horské sedlo v Boundary Ranges nedaleko pacifického pobřeží Severní Ameriky. Nachází se v nadmořské výšce 1146 m a prochází jím státní hranice mezi Spojenými státy americkými (stát Aljaška) a Kanadou (provincie Britská Kolumbie). Přes průsmyk vede Chilkootská stezka, spojující přístav Dyea v zálivu Lynn Canal s Bennettovým jezerem v povodí Yukonu.
Průsmyk je pojmenován podle původních obyvatel Chilkootů z etnické skupiny Tlingitů, kteří zde překračovali hory při obchodních cestách do vnitrozemí. Jako první běloch tudy prošel okolo roku 1874 George Holt. Proslulost získal Chilkoot v době zlaté horečky na Klondiku, kdy spolu se sousedním průsmykem White Pass představoval nejpoužívanější cestu do Dawson City. Trasa od moře přes průsmyk na Bennettovo jezero měří 53 km a přeprava všech zásob nutných k přežití na dalekém severu v neschůdném terénu si vyžádala nejméně měsíc, zámožnější zlatokopové si proto najímali domorodé nosiče; byly také zřízeny lanovky poháněné koňmi a později elektřinou, jimiž si bylo možno za poplatek nechat vyvézt náklad do horského sedla. Na stezce vyrostla provizorní stanová městečka, z nichž největší byl Ovčí tábor, na pořádek v okolí průsmyku dohlížela Královská severozápadní jízdní policie. Nejstrmější úsek výstupu byl upraven do stupňů nazývaných Zlaté schody. K tragédii došlo 3. dubna 1898, kdy si pád laviny vyžádal nejméně šedesát obětí na životech.
Chilkoot Pass byl opuštěn po otevření železnice White Pass and Yukon Route v roce 1900. Lokalita je součástí americké státní historické památky Klondike Gold Rush National Historical Park a turisté si po zaplacení povolenky mohou projít stezku přes průsmyk, trek trvá tři až pět dní.